# Jan Sochor (hudebník)
Jan Sochor (8. srpna 1947 Havlíčkův Brod – 6. února 2013 Berlín) byl český hudebník, klávesista, zpěvák a skladatel, bývalý člen rockové skupiny The Progress Organization (později Barnodaj) a kapel doprovázejících zpěváky Boba Frídla a Marthu a Tenu.

## Biografie
Vystudoval stavební fakultu VUT v Brně.
V roce 1968 se Jan Sochor, kamarád z dětství kytaristy a zpěváka Pavla Váněho, stal členem hudební formace, která na podzim téhož roku vyústila ve vznik skupiny The Progress Organization (známější pod pozdějším názvem Progres 2). Tuto kapelu založil Váně společně s bubeníkem Zdeňkem Klukou, v říjnu 1968 se k nim přidal ještě baskytarista Emanuel Sideridis. Sochor zde působil jako klávesista, zpěvák i jako skladatel, kromě toho uměl hrát i na saxofon a lesní roh.
The Progress Organization se v Brně stali brzy populární kapelou, 1. května 1969 otevírali klub Šelepka, 19. června téhož roku hráli jako předkapela americké skupině The Beach Boys, tento koncert se konal na zimním stadionu Za Lužánkami. V roce 1970 vydali první nahrávku – EP Klíč k poznání, ale ve druhé polovině toho roku se kvůli začínající normalizaci rozpadli. Teprve v lednu 1971, tedy v době, kdy již kapela neexistovala, natočili The Progress Organization svoje první album Barnodaj. Na několik koncertů v roce 1971 byla skupina krátce obnovena.
Po zániku The Progress Organization se v roce 1970 tři ze čtyř členů skupiny, Sochor, Kluka a Sideridis, přidali do Skupiny Aleše Sigmunda, která doprovázela sesterské pěvecké duo Martha a Tena. Již v roce 1971 ale Kluka se Sochorem z této kapely odešli a vytvořili vlastní Skupinu Jana Sochora doprovázející písničkáře Boba Frídla. Sem v roce 1974 přešel i Pavel Váně, takže zde působily tři čtvrtiny The Progress Organization (Sideridis se mezitím odstěhoval do Řecka). Na postu baskytaristy zde působil Pavel Pelc, pozdější dlouholetý člen Progres 2.
Díky producentovi Hynku Žalčíkovi začalo v roce 1976 vznikat druhé album The Progress Organization, skupina ale musela změnit název na Barnodaj. Čtveřice Váně – Pelc – Sochor – Kluka album Mauglí nahrála v roce 1977, v době, kdy již existovala a koncertovala skupina Progres 2 s obměněným obsazením (Jan Sochor už členem nebyl). Roku 1978 zanikla Skupina Jana Sochora a Bob Frídl začal vystupovat sólově.
Jan Sochor se v polovině 70. let 20. století vrátil k Marthě a Teně a nějaký čas vedl jejich doprovodnou skupinu. Zřejmě koncem 70. let založil skupinu Ex Libris, která v roce 1980 vydala jediný singl.

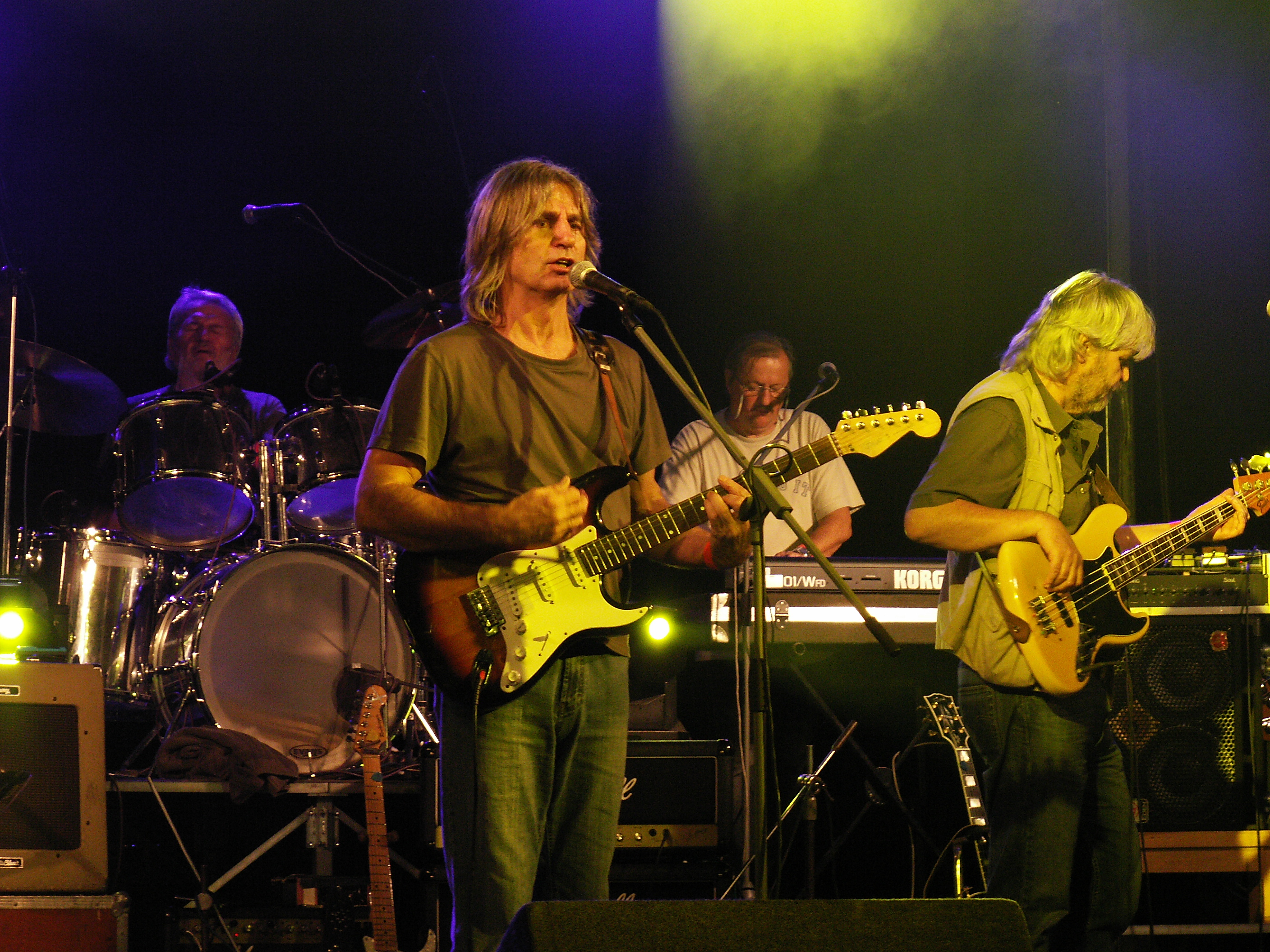
Skupina Barnodaj v roce 2008. Jan Sochor v pozadí za klávesami.

Od roku 1983 žil v Berlíně. V 80. a 90. letech 20. století působil ve skupinách Hurricanes a Key Band pod vedením Ladi Kerndla a později Ladislava Malého. V Německu sedm let hrál v kapele The Soulband a zároveň vystupoval sám v rámci One Man Show. V říjnu 2008 se zúčastnil jako host dvou koncertů v Brně, které byly uspořádány při příležitosti 40. výročí založení skupiny The Progress Organization. V březnu 2010 zahrál na 1. brněnském Beatfestu opět s Progres 2 při příležitosti vydání kompilačního autorského alba Reminiscence u brněnského vydavatelství FT Records.

## Diskografie
- 2010 – Reminiscence (kompilace)

### S The Progress Organization/Barnodajem
- 1970 – Klíč k poznání (EP)
- 1971 – Barnodaj (album)
- 1978 – „Prám z trámů“ (singl)
- 1978 – Mauglí (album)
- 2008 – Progres Story 1968–2008 (živé album z roku 2008)
- 2008 – Progres Story 1968–2008 (živé DVD z roku 2008)

### S Bobem Frídlem a Skupinou Jana Sochora
- 1974 – „Karina“ (singl)

### S Marthou a Tenou
(není kompletní)
- 1970 – Dál než slunce vstává (album)
- 1977 – Řecké prázdniny (album)

### S Ex Libris
- 1980 – „Ráno s tebou“ (singl)